# Bergen
Bergen (ouça a pronúncia) ou Berga (historicamente Bjørgvin) é a segunda maior cidade da Noruega, com uma população de 286 930 habitantes em 2022. A cidade está cercada por sete montanhas, o que lhe confere uma bela paisagem, mas também altos índices de precipitação, já que as montanhas servem como barreira natural para as nuvens do mar do Norte.
Bergen é um centro de cultura, comércio e estudos universitários na costa oeste da Noruega. O compositor Edvard Grieg nasceu e viveu na cidade e lá compôs várias de suas mundialmente famosas peças.
É uma cidade muito popular quer para turistas noruegueses, quer para turistas estrangeiros, sendo um do principais pontos de paragens dos cruzeiros dos mares do norte da Europa. É o ponto de partida da linha marítima Hurtigruten, cujos navios circundam a costa norueguesa entre Bergen e Kirkenes, junto à rontera com a Rússia. E é também a estação final da linha ferroviária de Bergen (Bergensbanen), que a liga a Oslo, através de paisagens de grande beleza natural. É servida pelo Aeroporto de Bergen, Flesland.
A Universidade de Bergen faz parte do Grupo Coimbra, a contar hoje com cerca de 17 000 estudantes.
A montanha Ulriken é a mais alta das sete montanhas que rodeiam a cidade, com 643 metros de altitude.
Bergen foi fundada em 1070, por Olavo Kyrre, tendo sido a capital da Noruega até 1299, quando Oslo obteve o posto. Ainda assim, continuou a ser a maior cidade da Noruega até à década de 1830. Entre 1350 e 1750 pertenceu à Liga Hanseática. Esteve sob domínio da Alemanha Nazista entre abril de 1940 até maio de 1945.
A parte antiga da cidade — chamada Bryggen — está ligada à baía, e é circundada por casas a datar do tempo da Liga Hanseática. Em 1979, passou a integrar a lista do Património da Humanidade da Unesco.

## Etimologia
O topónimo Bergen deriva de Bergawinjó, o nome em nórdico primitivo de uma propriedade rural (gård) dessa região. O termo Bergawinjó é composto pelas palavras nórdicas berg (montanha ou serra) e vin (pastagem ou prado).
Nos séculos XIII e XIV, o nome da cidade era grafado Bjorgvin, tendo mais tarde passado a Bjargvin e Bergvin, e posteriormente a Bergen. Na década de 1920, houve uma proposta de recuperar o nome Bjørgvin, que foi rejeitada pela maioria da população.

## Personalidades
- Gerhard Armauer Hansen (1841-1912), identificador da lepra, ou hanseníase, em sua homenagem
- Edvard Grieg (1843-1907), compositor de Peer Gynt, que inclui Na Gruta do Rei da Montanha
- Ivar Giaever (1929), Prémio Nobel de Física de 1973
- Erna Solberg (1961), atual primeira-ministra da Noruega
- Varg Vikernes (1973), músico multi-instrumentista e escritor

## Clima
| Gráfico climático para Bergen                                                             | Gráfico climático para Bergen | Gráfico climático para Bergen | Gráfico climático para Bergen | Gráfico climático para Bergen | Gráfico climático para Bergen | Gráfico climático para Bergen | Gráfico climático para Bergen | Gráfico climático para Bergen | Gráfico climático para Bergen | Gráfico climático para Bergen | Gráfico climático para Bergen |
| ----------------------------------------------------------------------------------------- | ----------------------------- | ----------------------------- | ----------------------------- | ----------------------------- | ----------------------------- | ----------------------------- | ----------------------------- | ----------------------------- | ----------------------------- | ----------------------------- | ----------------------------- |
| J                                                                                         | F                             | M                             | A                             | M                             | J                             | J                             | A                             | S                             | O                             | N                             | D                             |
| 190 4 -0                                                                                  | 152 4 -1                      | 170 6 1                       | 114 9 3                       | 106 14 7                      | 132 17 10                     | 148 18 12                     | 190 17 12                     | 283 14 9                      | 271 11 7                      | 259 7 3                       | 235 5 1                       |
| Temperaturas em °C • Precipitações em mmFonte: eKlima, Organização Meteorológica Mundial, |                               |                               |                               |                               |                               |                               |                               |                               |                               |                               |                               |

| Valores climáticos para Bergen                                | Valores climáticos para Bergen | Valores climáticos para Bergen | Valores climáticos para Bergen | Valores climáticos para Bergen | Valores climáticos para Bergen | Valores climáticos para Bergen | Valores climáticos para Bergen | Valores climáticos para Bergen | Valores climáticos para Bergen | Valores climáticos para Bergen | Valores climáticos para Bergen | Valores climáticos para Bergen | Valores climáticos para Bergen |
| Mês                                                           | Jan                            | Fev                            | Mar                            | Abr                            | Mai                            | Jun                            | Jul                            | Ago                            | Set                            | Out                            | Nov                            | Dez                            | Ano                            |
| ------------------------------------------------------------- | ------------------------------ | ------------------------------ | ------------------------------ | ------------------------------ | ------------------------------ | ------------------------------ | ------------------------------ | ------------------------------ | ------------------------------ | ------------------------------ | ------------------------------ | ------------------------------ | ------------------------------ |
| Média da temperatura máxima °C (°F)                           | 3.6 (38)                       | 4.0 (39)                       | 5.9 (43)                       | 9.1 (48)                       | 14.0 (57)                      | 16.8 (62)                      | 17.6 (64)                      | 17.4 (63)                      | 14.2 (58)                      | 11.2 (52)                      | 6.9 (44)                       | 4.7 (40)                       | 10,5 (51)                      |
| Temperatura média diária °C (°F)                              | 1.6 (35)                       | 1.8 (35)                       | 3.4 (38)                       | 6.1 (43)                       | 10.6 (51)                      | 13.5 (56)                      | 14.6 (58)                      | 14.5 (58)                      | 11.7 (53)                      | 8.9 (48)                       | 4.9 (41)                       | 2.7 (37)                       | 7,9 (46)                       |
| Média da temperatura mínima °C (°F)                           | -0.4 (31)                      | -0.5 (31)                      | 0.9 (34)                       | 3.0 (37)                       | 7.2 (45)                       | 10.2 (50)                      | 11.5 (53)                      | 11.6 (53)                      | 9.1 (48)                       | 6.6 (44)                       | 2.8 (37)                       | 0.6 (33)                       | 5,2 (41)                       |
| Precipitação mm (polegadas)                                   | 190 (7.48)                     | 152 (5.98)                     | 170 (6.69)                     | 114 (4.49)                     | 106 (4.17)                     | 132 (5.2)                      | 148 (5.83)                     | 190 (7.48)                     | 283 (11.14)                    | 271 (10.67)                    | 259 (10.2)                     | 235 (9.25)                     | 2 250 (88,58)                  |
| Horas de luz solar                                            | 18.6                           | 56.5                           | 93.0                           | 147.0                          | 186.0                          | 189.0                          | 167.4                          | 142.6                          | 87.0                           | 58.9                           | 24.0                           | 9.3                            | 1 179,3                        |
| Média dias de precipitação                                    | 21                             | 17                             | 19                             | 17                             | 17                             | 16                             | 18                             | 19                             | 23                             | 24                             | 22                             | 22                             | 235                            |
| Fonte: Instituto de Meteorologia Norueguês 4 de Junho de 2010 |                                |                                |                                |                                |                                |                                |                                |                                |                                |                                |                                |                                |                                |